# Aspidogyne lobatocalcar
Aspidogyne lobatocalcar là một loài thực vật có hoa trong họ Lan. Loài này được (C. Schweinf.) Garay mô tả khoa học đầu tiên năm 1977.